# Phylacteritis dioptrica
Phylacteritis dioptrica är en fjärilsart som beskrevs av Edward Meyrick 1922. Phylacteritis dioptrica ingår i släktet Phylacteritis och familjen plattmalar. Inga underarter finns listade i Catalogue of Life.